# Via Condotti

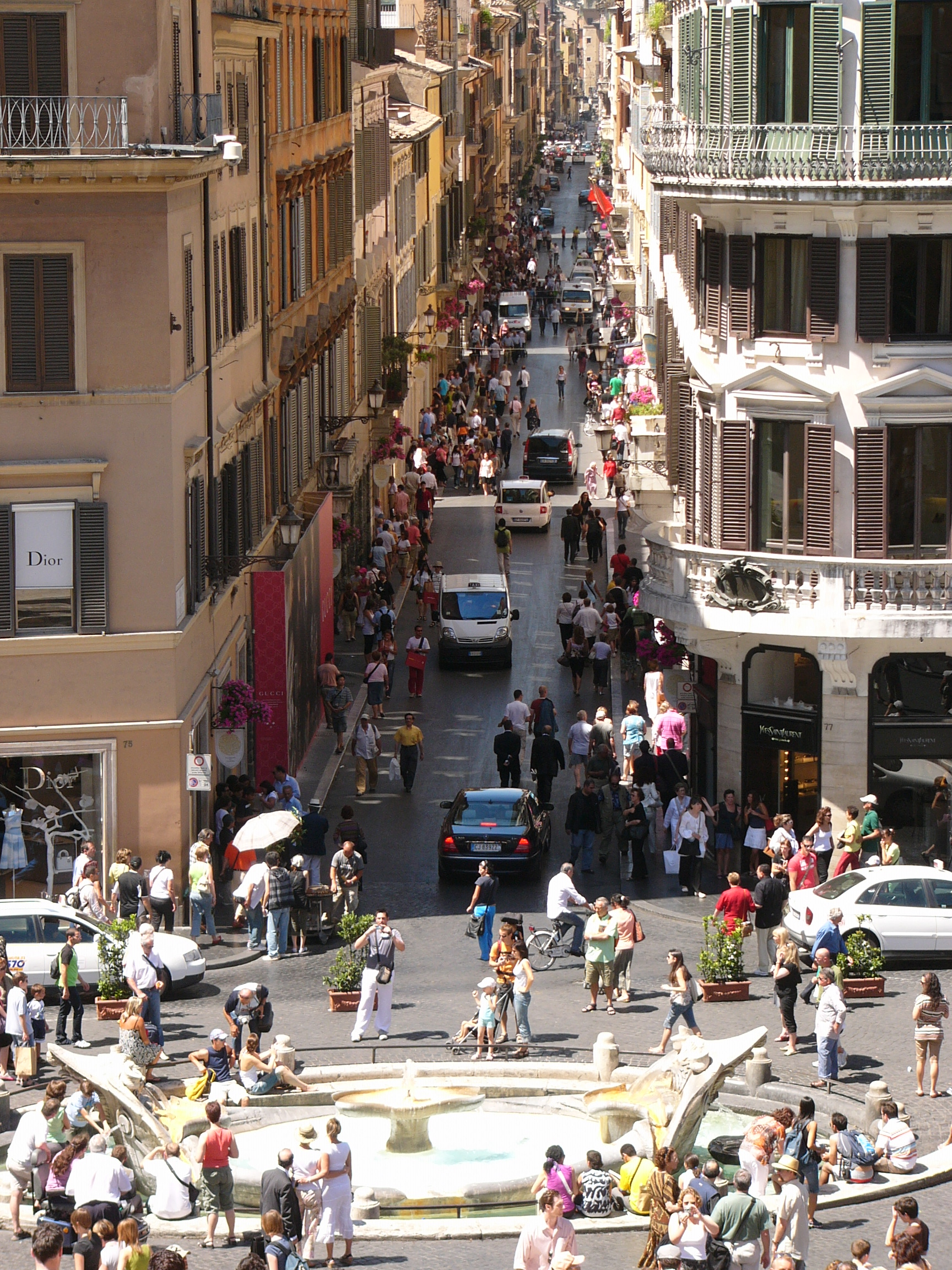
Via Condotti.

La Via Condotti (oficialmente Via dei Condotti) es una calle de Roma, Italia. En la época de la Antigua Roma fue una de las calles que cruzaban la antigua Vía Flaminia y permitía que las personas que cruzaban el Tíber llegaran a la colina de Pincio. Comienza en la Plaza de España y toma el nombre de los conductos o canales que llevan agua a las Termas de Agripa.
El Caffé Greco (o Antico Caffè Greco), quizás el más famoso café de Roma, se estableció en la Via dei Condotti 84 en 1760, y atrajo a figuras como Stendhal, Goethe, Byron, Keats y Franz Liszt a tomar café allí. Guglielmo Marconi, supuesto inventor de la radio, vivió en Via dei Condotti 11 hasta su muerte.
Debido a su cercanía con la Plaza de España, la calle es visitada por un gran número de turistas. En 1989, el diseñador de moda Valentino acudió sin éxito a los tribunales para tratar de impedir la apertura de un McDonald's cerca de la Plaza de España, quejándose del "ruido y los olores repugnantes" en las cercanías de Via Condotti. 
Via Condotti es un centro de compras de moda en Roma, desde que el taller de Bulgari abrió sus puertas en 1884. Ahora, además de Valentino, otros diseñadores como Armani, Hermès, Cartier, Louis Vuitton, Fendi, Gucci, Prada, Chanel, Dolce & Gabbana y Ferragamo tienen tiendas en la Via Condotti. Otros, como Laura Biagiotti tienen sus oficinas allí.
- Datos: Q1032122
- Multimedia: Via dei Condotti / Q1032122